# 新亚沃里夫斯克

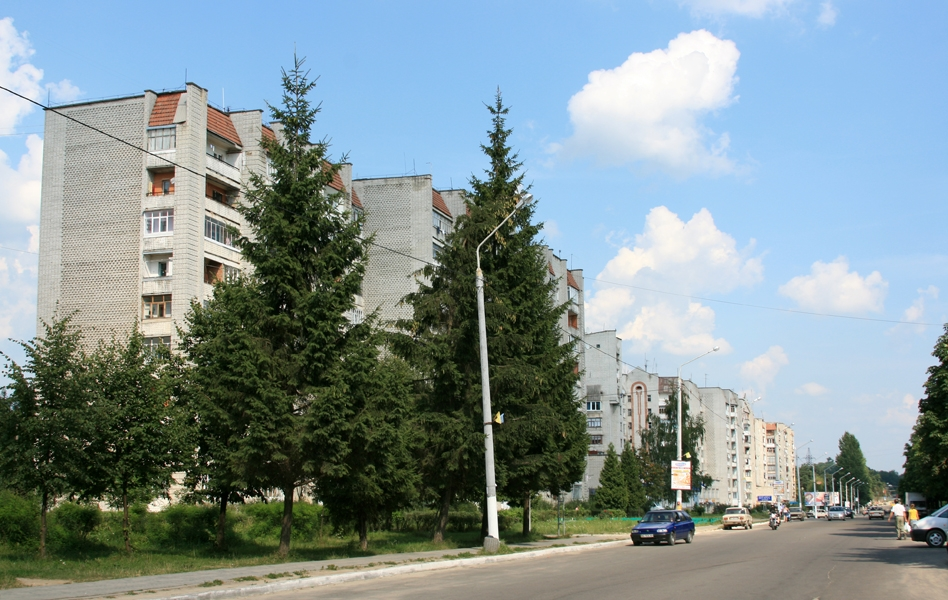
班德拉街

新亚沃里夫斯克（羅馬化：Novoiavorivsk）是烏克蘭的城市，位於該國西部利沃夫州，處於什克洛河畔，面積2.03平方公里，海拔高度300米，2022年人口31,366，人口密度每平方公里14,911.82人。